# London Boy
"London Boy" é uma canção da cantora e compositora norte-americana Taylor Swift, gravada para seu sétimo álbum de estúdio Lover (2019), lançado em 23 de agosto de 2019 através da Republic Records. A faixa foi composta pela artista em conjunto com Jack Antonoff e Mark Anthony Spears, conhecido como Sounwave, com produção assinada por ambos. "London Boy" é uma canção derivada do gênero bubblegum pop com influências do reggae, contendo uma interpolação da canção "Cold War" (2017), do cantor compatriota Cautious Clay, que recebeu os créditos de co-autoria na faixa; e apresenta uma introdução mencionada pelo ator britânico Idris Elba, retirada de sua aparição no programa The Late Late Show with James Corden, em 2017. Inspirada nas experiências de Swift em Londres, a letra menciona vários locais de Londres e expressa a paixão de uma mulher do Tennessee por um interesse amoroso masculino da cidade.
"London Boy" recebeu críticas mistas da mídia especializada, onde muitos críticos elogiaram sua produção otimista e cativante, porém alguns críticos consideraram a letra pouco "sofisticada". A imprensa britânica criticou negativamente a faixa, por acharem que a letra era uma representação "pobre" de Londres. "London Boy" alcançou sucesso nas paradas da Austrália, Canadá, Cingapura e Estados Unidos, e recebeu a certificação prata no Reino Unido. Durante a promoção do Lover em 2019, Swift cantou "London Boy" ao vivo no Live Lounge, da BBC Radio 1, e no Jingle Bell Ball, da Capital FM.

## Antecedentes
Swift lançou seu sétimo álbum de estúdio Lover em 23 de agosto de 2019. A artista concebeu Lover a partir de um "lugar aberto, livre, romântico e caprichoso" de seu íntimo; ela acrescentou que o álbum parecia-lhe  "esteticamente muito diurno", enquanto seu antecessor, Reputation (2017), soava com "toda a paisagem urbana, escurecido". Swift afirmou que tentou "não fazer o álbum com nenhuma expectativa"; ela começou a "escrever tanto" que "sabia imediatamente que [Lover] provavelmente seria mais longo" do que seus outros discos de estúdio.

## Estrutura musical e conteúdo lírico
"London Boy" é uma canção do gênero bubblegum pop com elementos predominantes de reggae. Sua produção mínima e otimista incorpora camadas de sintetizadores, batidas recorrentes e trompas. Swift se inspirou em suas experiências em Londres para escrever "London Boy", como forma de apreciar a cidade. "London Boy" apresenta uma interpolação em sua produção a partir da canção "Cold War" (2017), do cantor norte-americano Cautious Clay, sendo creditado como co-autor da faixa. A canção começa com uma introdução falada pelo ator britânico Idris Elba, retirada de sua aparição no The Late Late Show with James Corden, do apresentador James Corden, em 2017. A letra é contada da perspectiva de uma mulher do estado norte-americano do Tennessee e detalha sua paixão por um "garoto londrino". Eles verificam o nome de vários locais e ícones culturais tipicamente associados à "cultura americana" dela e à "cultura inglesa" do interesse amoroso.
Ao longo da canção, Swift menciona a antiga gravadora norte-americana Motown Records, o sul dos Estados Unidos, o cantor norte-americano Bruce Springsteen, o uísque característico do Tennessee e o "sorriso americano" como exemplos de sua própria cultura, e menciona os nomes dos locais famosos de Londres como Shoreditch, Camden Market, Soho, Hackney, Brixton, Bond Street e West End. O interesse amoroso é um residente de Highgate, um bairro associado a dinheiro e riqueza. Swift expressa prazer em diversas atividades culturais em Londres, incluindo tomar um chá da tarde à noite, ouvir "histórias da universidade" e assistir um campeonato de rugby. A certa altura, Swift declara que ela é "uma Tennessee Stella McCartney", referindo-se a estilista com quem Swift lançou uma linha de roupas sustentáveis inspiradas na estética do Lover. Rob Sheffield, da Rolling Stone, descreveu a música como um "tributo ao gênero britpop".

## Recepção crítica
"London Boy" recebeu críticas mistas da mídia especializada. Roisin O'Connor, do The Independent, chamou-a de uma das faixas mais controversas de Lover, acrescentando que "muitos britânicos estão questionando a letra, já que ela é essencialmente um guia turístico sobre onde não visitar em Londres". Muitos críticos a consideraram uma das canções mais fracas de Lover, incluindo Jon Caramanica, do The New York Times; Dave Holmes, da Esquire; e Erin Vanderhoof da Vanity Fair. Mikael Wood, do Los Angeles Times, considerou "London Boy" a segunda pior faixa do Lover atrás do primeiro single do álbum "Me!" e criticou a letra por "retirar todos os clichês velhos e alegres que [Swift] pode imaginar". Em uma resenha para Slate, Carl Wilson achou que as referências a Londres são irritantes e ineficazes. Shon Faye, do Dazed, expressou de forma semelhante desgosto pela letra, mas observou que era justificável para Swift, um americano, ter uma "ingenuidade de olhos arregalados" abraçada por novatos em Londres. Sarah Carson do I, elogiou a produção cativante de "London Boy", mas descartou a letra como uma das "concessões às bobagens e truques" do álbum.
Do lado positivo, Keira Leonard, do The Music, elogiou a natureza alegre e um tanto boba da faixa. Nick Levine, da NME, concordou e opinou que a música não deve ser levada a sério por seus sentimentos de "diversão desajeitada". Levine escolheu a faixa como uma das mais "contagiosas" do Lover. No The Irish Times, Louis Bruton selecionou "London Boy" como uma das canções mais alegres do álbum. O'Connor classificou a música em 37º lugar em sua lista das 100 faixas selecionadas de Swift porque ela pensou que mostrava a autoconsciência de Swift "de seu status de outsider".